# Maschera (teatro)
(Friedrich Nietzsche, Al di là del bene e del male [1886], tr. it. di F. Masini [1968], Adelphi, Milano 2010, II, 40, p. 46)

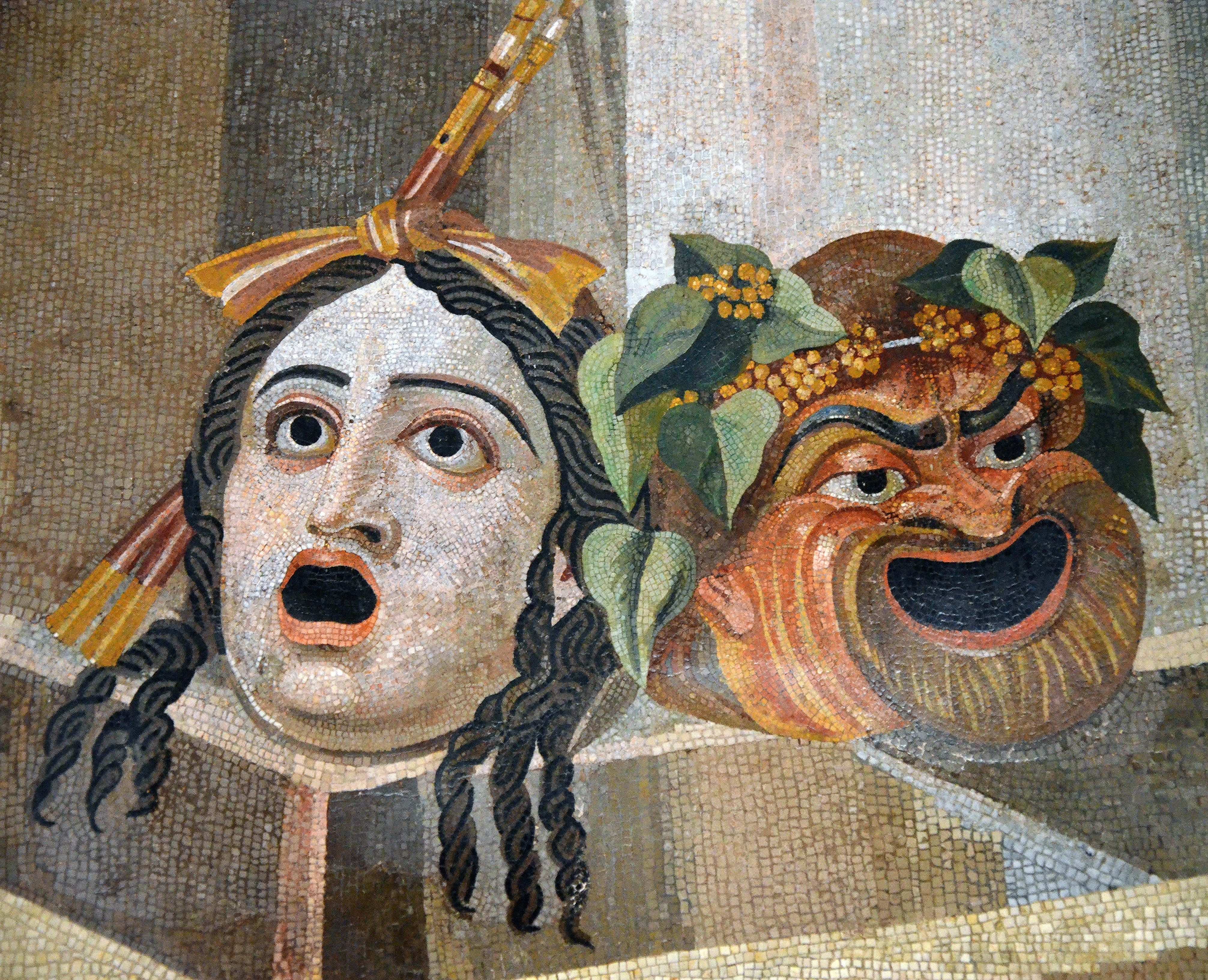
Le due maschere, tragica e comica, del teatro latino. Mosaico del I secolo a.C. (Musei Capitolini)

Una maschera è un oggetto che riproduce generalmente le fattezze di un volto (umano, animale o soprannaturale) e che viene indossato sul volto per rappresentazioni teatrali o folcloristiche.
Le maschere sono usate in molte tradizioni teatrali diverse come il teatro nō giapponese e il teatro classico greco e latino.

## Storia

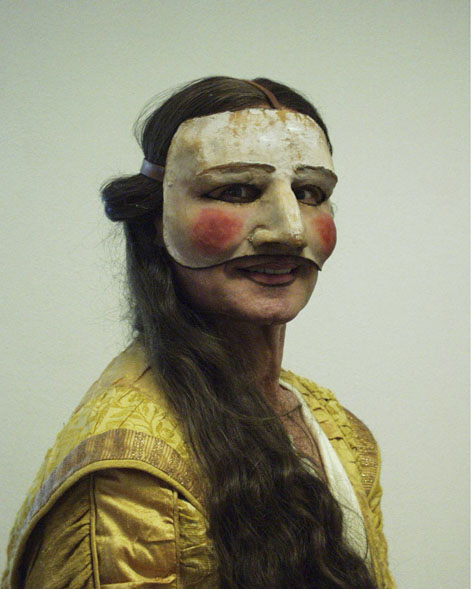
Maschera teatrale in gomma lattice per l'opera Arlecchino servitore di due padroni

L'uso della maschera fu inizialmente zoomorfo, e si fa risalire alla preistoria. Sulle pareti della grotta dei deux frères, sui Pirenei francesi, un dipinto rappresenta un cacciatore mascherato da capra, durante la caccia. La tradizione di travestirsi con pelli e maschere di animali e di imitarne le movenze è presente in tutte le culture umane.
Nel teatro greco, che le usò sistematicamente sin dalle origini, le maschere avevano la doppia funzione di caratterizzare il personaggio e renderlo visibile anche a grande distanza (date le dimensioni dei teatri greci). Le maschere, almeno dal IV secolo a.C. in poi, avevano caratteri fissi (il giovane, il vecchio, il satiro, ecc..) e accessori diversi (parrucche, vesti,  bastoni, copricapi, scarpe con zeppe sopraelevate, ecc.) che servivano per attribuire con sicurezza il ceto di appartenenza, lo stato d'animo, l'età e il carattere del personaggio che andava in scena. Nell'antico teatro italico e romano si ricordano le maschere fisse dell'Atellana e le maschere utilizzate nei Fescennini.

Tra le più antiche maschere italiane vi sono i mamuthones sardi, con pelli di capra e campanacci che risuonano ad ogni suo movimento. Ancora oggi queste maschere sono utilizzate durante feste rituali nel centro-nord della Sardegna, accompagnata da altre maschere raffiguranti animali. Maschere simili (a forma di bestie, diavoli, demoni) si ritrovano nelle tradizioni natalizie e carnevalesche delle Dolomiti, come nel corteo di San Nicola in val Pusteria e nel carnevale di Sappada.

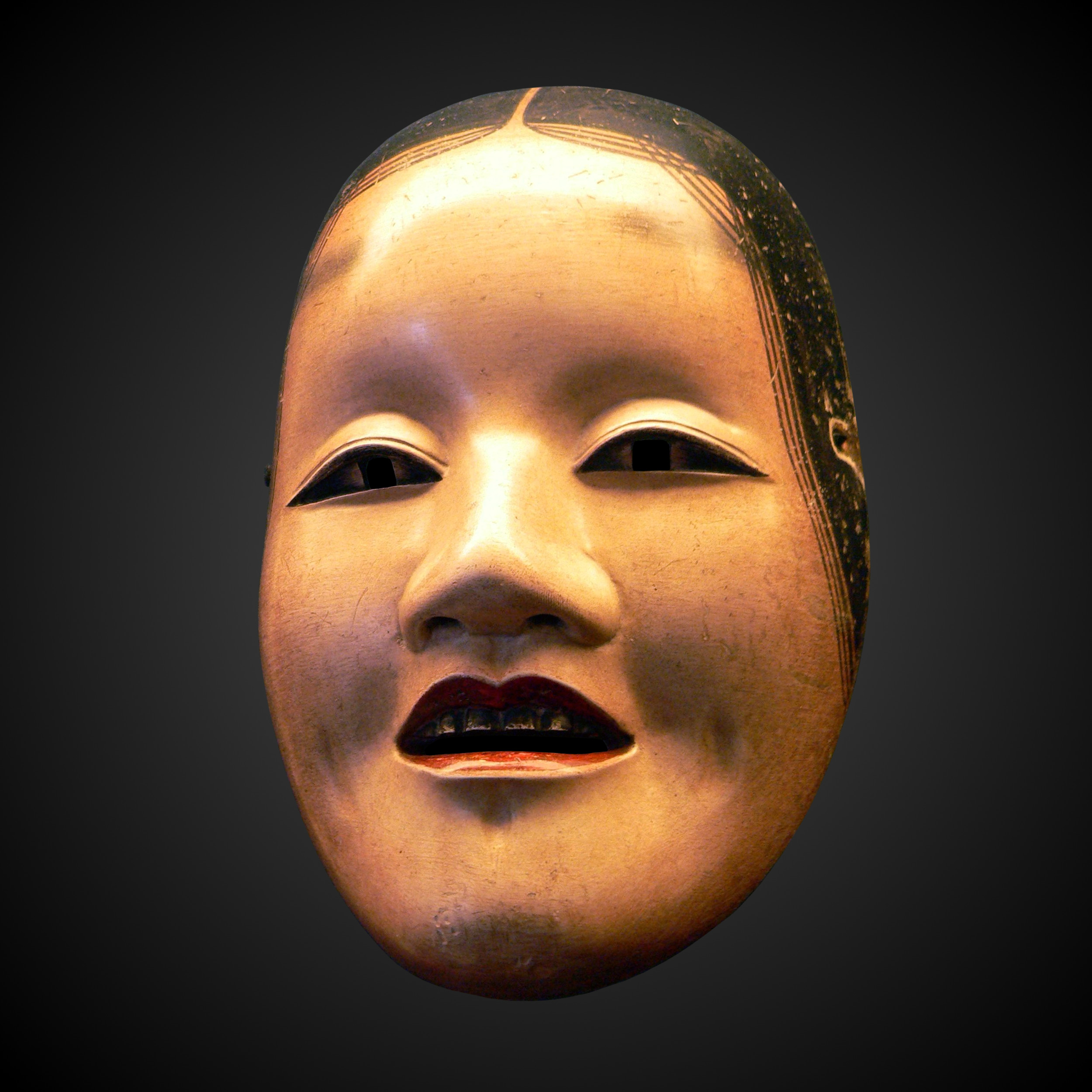
Una maschera del teatro giapponese nō

In Europa l'uso della maschera ebbe grande successo con la commedia dell'arte italiana del Cinquecento, che elaborò le caratteristiche maschere dei personaggi a partire da maschere precedenti e da animali. Per esempio il personaggio di Arlecchino è stata spesso modellata sul muso di una scimmia o nella versione più conosciuta di gatto, con la quale l'attore che la calza assume anche le movenze feline, a scatti e salti. Il Capitan Spaventa deriva da una maschera canina, Pantalone da un volatile (un uccellaccio), Brighella è mezzo cane e mezzo gatto, il Dottore si ispira al maiale o al toro.
L'uso della maschera nella commedia dell'arte proseguì fino all'incirca al XVIII secolo, quando Carlo Goldoni, allo scopo di riformare il teatro, obbligò gradualmente gli attori a riferirsi a un testo scritto, invece che a un canovaccio improvvisato, eliminando parallelamente le maschere e conferendo ai personaggi un'individualità sempre più marcata, che portò alla trasformazione della commedia dell'arte in commedia scritta.
L'artigianato della maschera da commedia riprese vita nel '900 a ridosso dell'esperienza strehleriana. Amleto Sartori, scultore, reinventò la tecnica di costruzione della maschera in cuoio su stampo di legno. Ad oggi le maschere vengono realizzate con i più moderni materiali a disposizione, tra i quali silicone, gomme poliuretaniche, vetroresina e gomma lattice. Ne viene creato un modello in creta, da lì il calco in gesso (negativo) e infine il prodotto finito (positivo).
Maschere sono sempre state utilizzate in rappresentazioni teatrali anche presso civiltà extraeuropee, ad esempio in Giappone nel teatro Nō e kabuki.